# Schlacht von Rschew
1941: Białystok-Minsk – Dubno-Luzk-Riwne – Smolensk – Uman – Kiew – Odessa – Leningrader Blockade – Wjasma-Brjansk – Charkow – Rostow – Moskau – Tula

1942: Rschew – Charkow – Ljuban/Wolchow – Kertsch/Sewastopol – Fall Blau – Kaukasus – Stalingrad – Operation Mars

1943: Woronesch-Charkow – Operation Iskra – Nordkaukasus – Charkow – Kursk – Orjol – Donez-Mius – Donbass – Belgorod-Charkow – Smolensk – Dnepr – Kiew

1944: Dnepr-Karpaten – Leningrad-Nowgorod – Krim – Wyborg–Petrosawodsk – Operation Bagration – Lwiw-Sandomierz – Jassy–Kischinew – Belgrad – Petsamo-Kirkenes – Baltikum – Karpaten – Ungarn

1945: Kurland  – Weichsel-Oder – Ostpreußen – Westkarpaten – Niederschlesien – Ostpommern – Plattensee – Oberschlesien – Wien – Oder – Berlin – Prag
Die Schlachten um Rschew (russisch Ржевская битва Rschewskaja bitwa; auch als Ржевская мясорубка Rschewskaja mjassorubka „Fleischwolf von Rschew“ bekannt), die zwischen Januar 1942 und März 1943 stattfanden, zählten zu den blutigsten Schlachten im Deutsch-Sowjetischen Krieg während des Zweiten Weltkrieges. Nachdem die 9. Armee der Heeresgruppe Mitte Ende 1941 in der Schlacht um Moskau zurückgeschlagen worden war, versuchte die Rote Armee in einer Reihe von Operationen, die nördlich und östlich von Rschew stehende deutschen Stellungen zu durchbrechen und die Divisionen der 9. Armee in diesem vorspringenden Frontbogen abzuschneiden und zu vernichten, was ihr allerdings in 15 Monaten mit drei Großoffensiven nicht gelang. Schließlich zog sich die Wehrmacht beim Unternehmen Büffelbewegung in rückwärtiges Armeegebiet zurück.

## Überblick

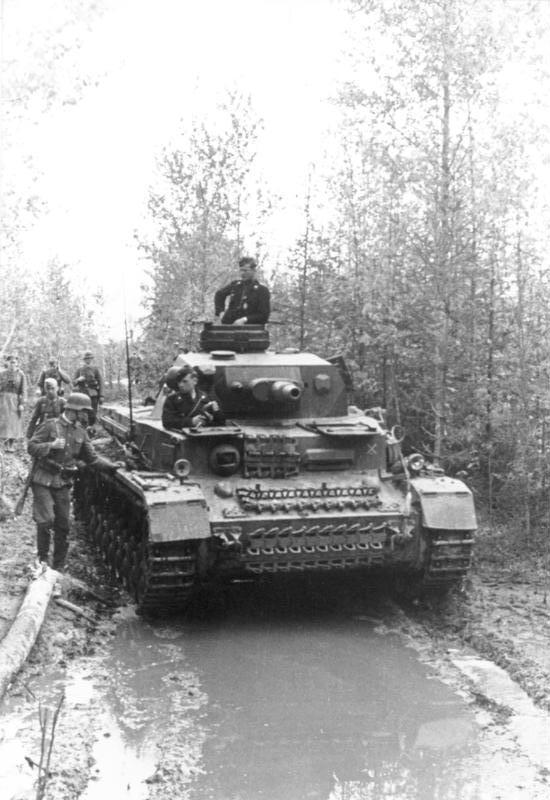
Deutscher Panzerkampfwagen IV bei Wjasma, März 1942

Rschew, auf deutscher Seite oft als „Eckpfeiler“ und „Wellenbrecher“ der Ostfront bezeichnet, war von Winter 1941 bis Frühjahr 1943 Schauplatz einer Serie von Materialschlachten und Stellungskämpfen. Die personell und materiell unterlegenen Verbände der Wehrmacht hatten gegenüber der Roten Armee den Nachteil, weniger auf extreme Wetterumschwünge (Temperaturstürze von Tauwetter zu Minusgraden von 40 °C) und schwieriges Gelände (Morastböden nach Regenfällen und Tauwetter) vorbereitet gewesen zu sein. Die Heeresgruppe Mitte geriet dabei in zahlreiche kritische Situationen, vor allem wegen der Versorgungslage, die sie dank Generaloberst Models Improvisationsfähigkeiten überstand. Der sowjetischen Heeresleitung unterliefen außerdem mehrere schwere Fehler, die die deutsche Heeresgruppenleitung taktisch nutzen konnte. Strategisch konnte die Rote Armee in diesem Frontabschnitt starke deutsche Kräfte binden.
Die Schlacht währte insgesamt 15 Monate und bestand aus drei Großoffensiven der Roten Armee:
- Rschew-Wjasmaer Operation vom 8. Januar bis 20. April 1942 (Сычевско-Вяземская наступательная операция Sytschewsko-Wjasemskaja nastupatelnja operazija) im Anschluss an die Schlacht um Moskau
- Erste Rschew-Sytschowka-Operation vom 30. Juli bis 23. August 1942
- Zweite Rschew-Sytschowka-Operation (Operation Mars) vom 25. November bis 21. Dezember 1942

Erst das Unternehmen Seydlitz zur Partisanenbekämpfung konnte Ende Juli 1942 eine zeitweilige Entspannung der Lage im rückwärtigen Raum der 9. Armee herbeiführen. Obwohl der Erhalt des insgesamt 530 Kilometer langen exponierten Frontvorsprungs von Rschew sehr viel Kraft kostete und eine enorme Zahl an Menschen und Material band, konnte Hitler sich lange Zeit nicht entscheiden, diese Position aufzugeben. Er maß einer möglichst langdauernden Bedrohung der Hauptstadt Moskau große psychologische Bedeutung zu. Erst die Niederlage der 6. Armee bei Stalingrad und der damit verbundene Verlust von 250.000 Soldaten ließen jegliche Möglichkeit auf eine Wiederaufnahme der Offensive auf Moskau schwinden, denn hierfür waren keine militärischen Ressourcen mehr vorhanden. Im März 1943 befahl Hitler daher den deutschen Rückzug (Unternehmen Büffelbewegung). Der Frontbogen von Rschew wurde damit endgültig begradigt und die deutsche Front um 230 Kilometer verkürzt.
Die Schlacht forderte auf beiden Seiten immense Opfer: Auf Seiten der Roten Armee starben vermutlich etwa 500.000 Mann, und ca. 1.000.000 sowjetische Soldaten wurden verwundet. Auf deutscher Seite rechnete man mit 80.000 Gefallenen und zweieinhalb- bis dreieinhalbmal so vielen Verwundeten. Vermutlich sind die Zahlen aber noch deutlich höher anzusetzen, und diese relativ unbekannte Schlacht wäre damit noch verlustreicher als die Schlacht von Stalingrad.

## Schauplatz
Rschew ist eine 180 Kilometer westlich von Moskau gelegene, 54.000 Einwohner zählende Bezirkshauptstadt der Oblast Twer in Nordrussland. Rschew stellt einen wichtigen Verkehrsknotenpunkt von Moskau nach Smolensk, Nowgorod und Wjasma dar. Wegen seiner strategisch günstigen Lage am Oberlauf der Wolga war Rschew bereits während der Zarenzeit Mittelpunkt militärisch-hegemonialer Auseinandersetzungen. Die Umgebung der Stadt ist von größeren feuchten Mischwaldgebieten (Erlen, Espen, Birken und Fichten) sowie von zahlreichen Sümpfen durchzogen.

## Militärhistorische Darstellung

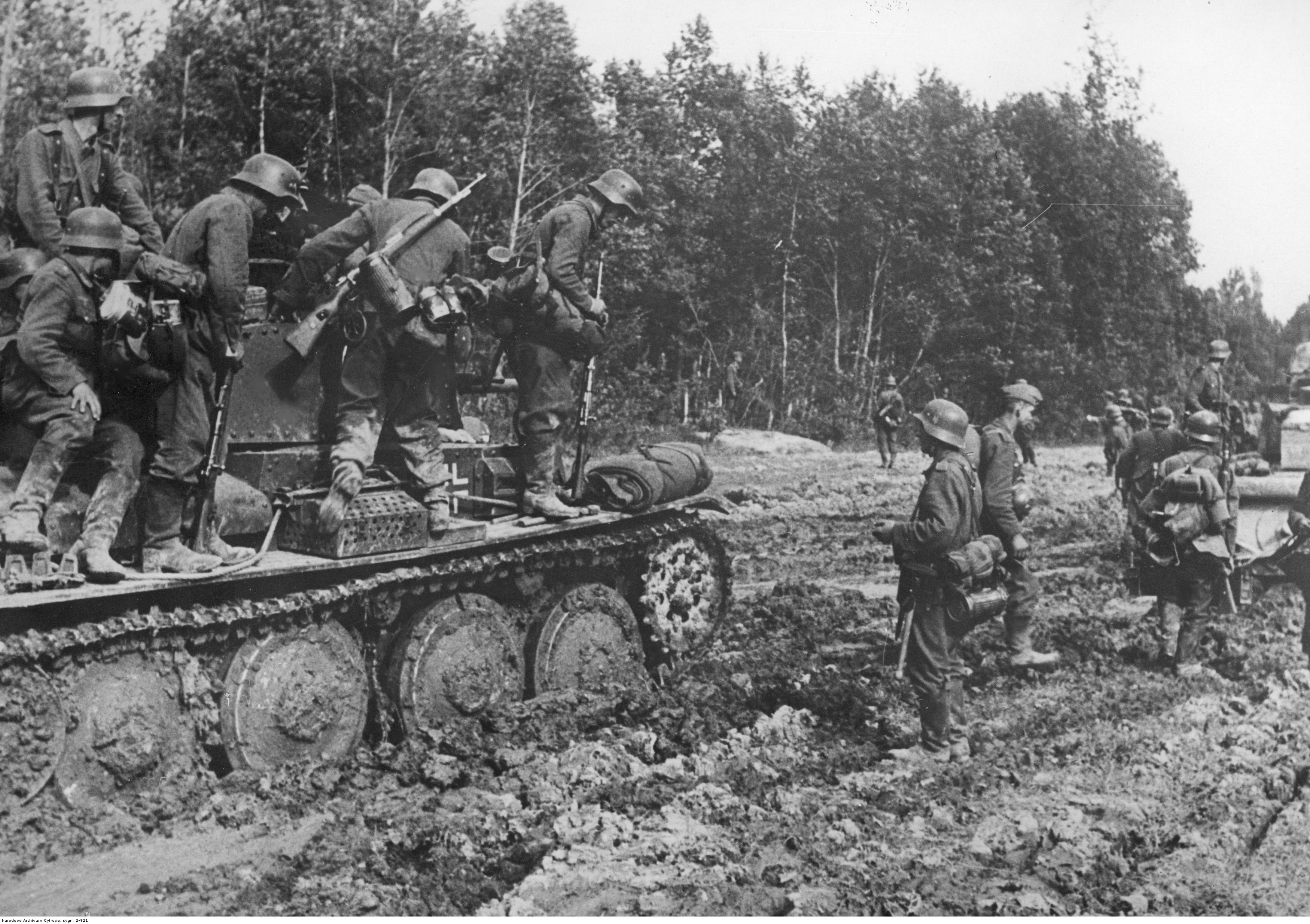
Panzerkampfwagen 38 (t) auf verschlammten Wegen, Juli 1942

Die Aspekte der Schlachten um Rschew wurden von Militärhistorikern der Sowjetunion nur wenig erforscht. Erst nach Auflösung der Sowjetunion wurden einige Dokumente zugänglich. Exakte Daten über Schlachtverläufe, Beteiligte, Resultate, Bedeutung und Verluste sind bis heute nicht vollständig verfügbar. Ein Gedicht aus der Zeit von 1945/1946 von Alexander Trifonowitsch Twardowski erinnert mit dem Satz „Ich wurde in der Nähe von Rschew getötet.“ (Я убит подо Ржевом Ja ubit podo Rschewom) an die blutigen Kämpfe, ansonsten ist von sowjetischer Seite sehr wenig überliefert.
Einer der Hauptgründe für die unzureichende Dokumentation der Kampfhandlungen um Rschew ist, zumindest laut dem russischen Historiker Igor Bunitsch, die Verheimlichung einer Vielzahl von militärischen Fehlentscheidungen und der sinnlosen und brutalen Opferung einer großen Anzahl von russischen Soldaten für fragwürdige Ziele. Der russische Ausdruck мясорубка mjassorubka (wörtlich übersetzt deutsch „Fleischwolf“) bedeutet das „gnadenlose Abschlachten von Soldatenmassen“ auf Befehl sowjetischer Offiziere. Der zehnfach überlegenen Roten Armee gelang es innerhalb von 14 Monaten nicht, die Stadt Rschew einzunehmen. Nach Auffassung des Generalobersten und Historikers Dmitri Wolkogonow gehören die Schlachten um Rschew vom Oktober 1941 bis März 1943 zu den größten Katastrophen des Zweiten Weltkriegs.

„Im ganzen Krieg habe ich nichts Schrecklicheres gesehen: Riesige Bombenkrater, bis zum Rand mit Wasser gefüllt, am Wegesrand zerstörte Fuhrwerke und Autos, tote Pferde und ringsherum nur Leichen. Und aus dem Wald das Stöhnen der Verwundeten.“

Die Darstellung des Unternehmens Büffelbewegung, also des deutschen Abzugs, war in der Militärgeschichtsschreibung der Nachkriegszeit von Polemik geprägt. Während der Divisionskommandeur der 6. Infanterie-Division, General Großmann, sowie die Kriegstagebücher der 78. Sturm-Division und 98. Infanterie-Division übereinstimmend von einem Erfolg des Unternehmens berichteten, stellten sowjetische Historiker die Unternehmung als katastrophales Scheitern der Wehrmacht dar:

„Die Kalininer Front und die Westfront verhinderten durch energisches Nachstoßen den planmäßigen Ablauf der Absetzbewegung. Die deutschen Truppen ließen einen Teil ihrer Ausrüstung im Stich und erlitten hohe Verluste an Menschen und technischen Kampfmitteln. […] Nach dem Krieg versuchten laufend einige westdeutsche Militärhistoriker, den Rückzug als Schulbeispiel einer geglückten planmäßigen Absetzbewegung hinzustellen. Die Verluste des Gegners bei diesem Rückzug beweisen jedoch die Fragwürdigkeit derartiger Behauptungen. Seine Truppen, die sich unter den Schlägen der Roten Armee überstürzt aus Rschew zurückziehen mussten, kamen nicht dazu, die Stadt planmäßig zu räumen.“

## Vorgeschichte

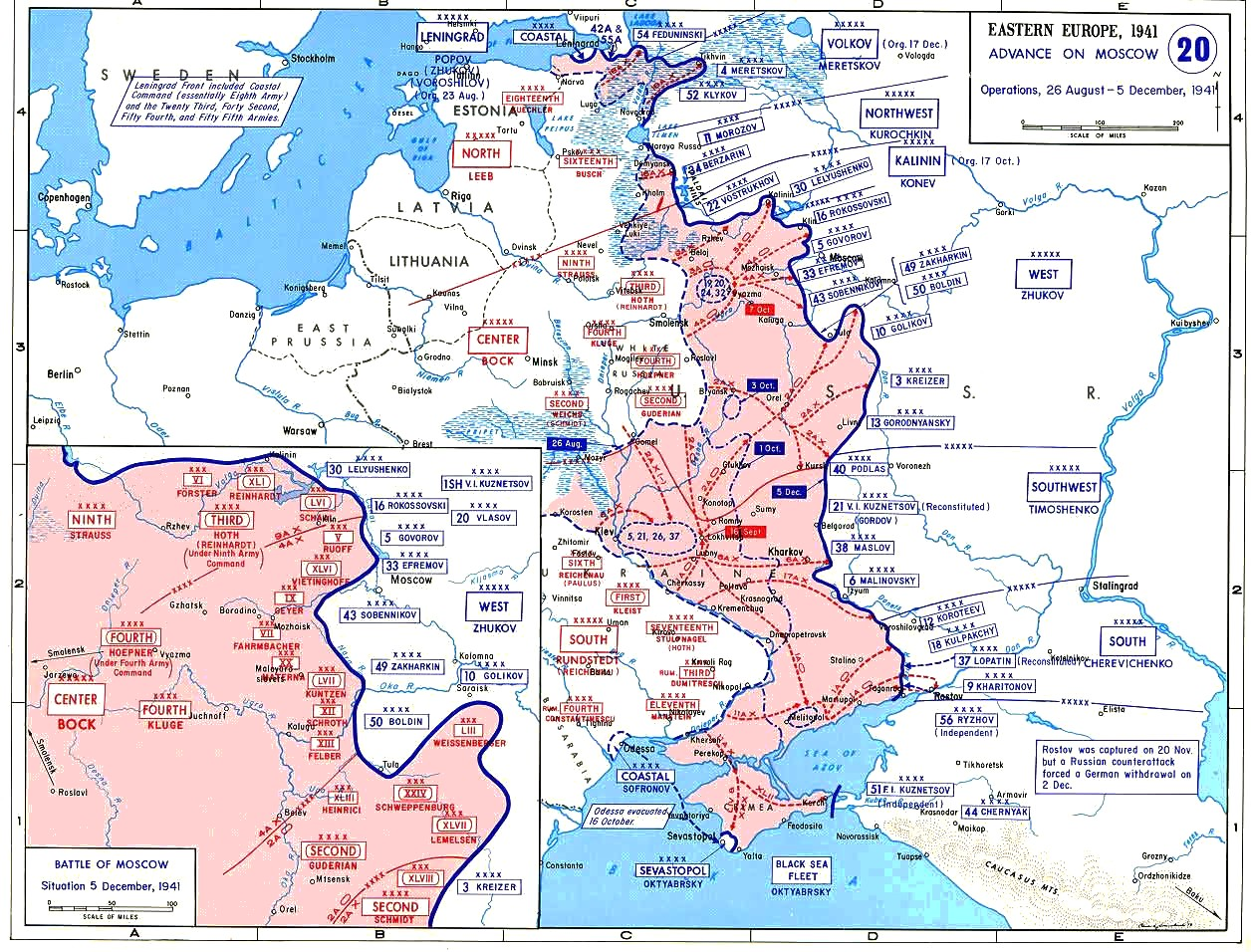
Deutsche Angriffe im Rahmen des Unternehmens „Taifun“ bis zum 5. Dezember 1941

Am 14. Oktober 1941 erfolgte im Rahmen der Doppelschlacht bei Wjasma und Brjansk der Befehl für die 9. Armee und die Panzergruppe 3, nach Rschew und Kalinin vorzustoßen. Die 206. Infanterie-Division und Aufklärungsabteilungen der 26. Infanterie-Division besetzten die Stadt erstmals im Oktober 1941 und waren damit die ersten deutschen Verbände, welche die bedeutende Verkehrsader Wolga erreichten. Der Vorstoß auf Rschew war der Auftakt zum Vormarsch auf Moskau.
Dabei stießen im nördlichen Abschnitt der Heeresgruppe Mitte die Panzergruppen 3 und 4 bis Anfang Dezember bis Kalinin und an den Moskau-Wolga-Kanal sowie den Iwankowoer Stausee vor. Am 5. Dezember setzte die Gegenoffensive der Roten Armee ein, die von Georgi Schukows Westfront und der Kalininer Front unter Iwan Konew geführt wurde. Es war ein erklärtes Ziel der sowjetischen Militärführung, den von den deutschen Panzergruppen 3 und 4 gebildeten Frontvorsprung nordwestlich von Moskau um jeden Preis wieder zu beseitigen. Die Rückeroberung von Rschew war ein Hauptziel der sowjetischen Winteroffensive 1941/1942.

## Die sowjetische Winteroffensive 1941/42 im Raum Rschew

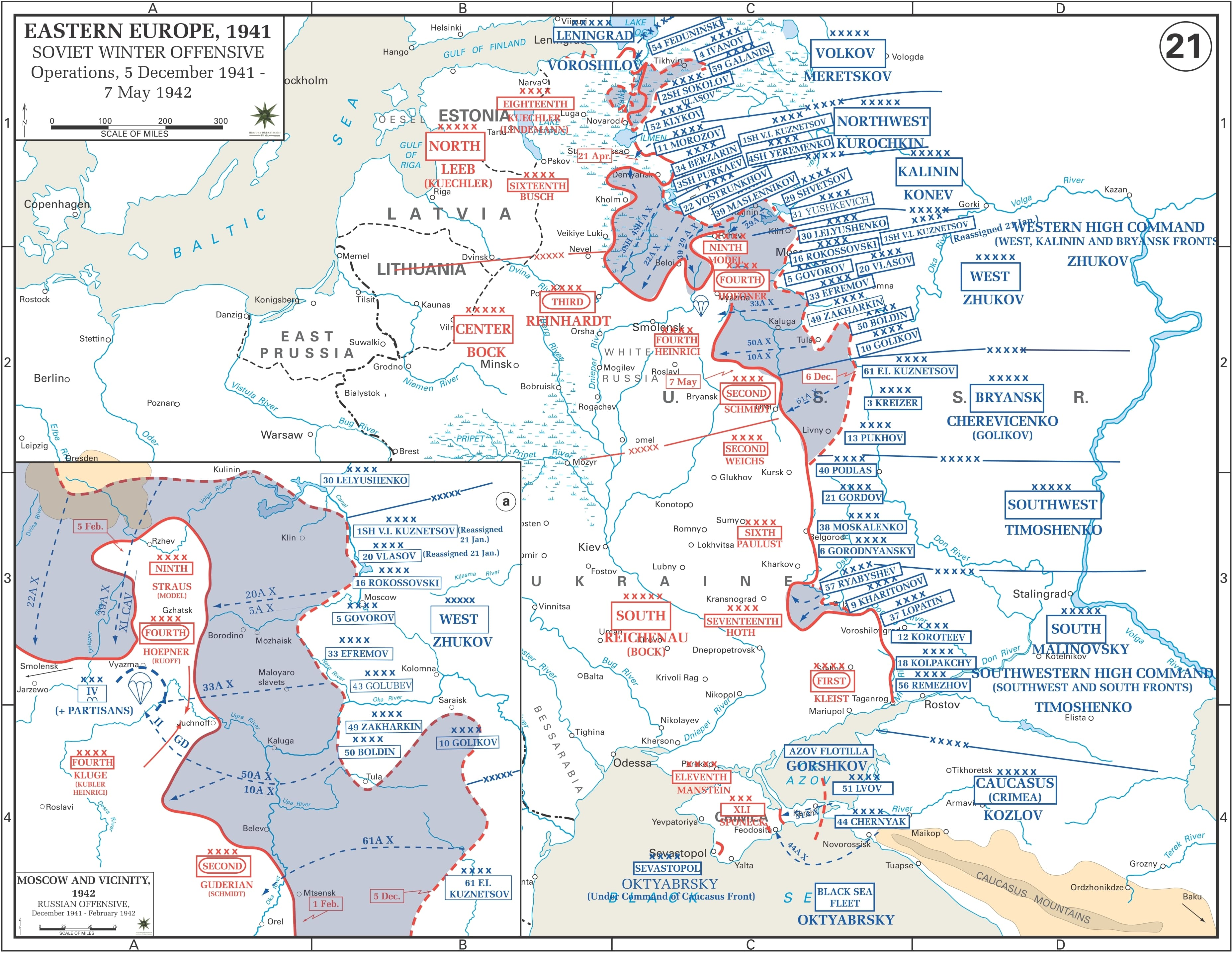
Sowjetische Vorstöße im Rahmen der Winteroffensive 1941/42

Angesichts des zunehmenden Drucks durch die sowjetische Winteroffensive auf die vordersten deutschen Linien bat der Oberbefehlshaber der 2. Panzerarmee, Generaloberst Heinz Guderian, Hitler am 20. Dezember 1941 in der Wolfsschanze um eine Erörterung zur Lage der Heeresgruppe Mitte. Hitler befahl, dass das Heer die Verteidigungslinien um strategisch bedeutsame Verkehrsknotenpunkte und Versorgungslinien unbedingt zu halten habe. Guderians Argumente, dass der bis zu 1,50 Meter tief gefrorene Boden im Winter keinerlei Schanzarbeiten zulasse und die zu erwartenden Materialschlachten an festen Positionen zu überproportionalen Verlusten führen würden, wurden ignoriert. Guderian bevorzugte eine elastische Verteidigung angesichts der momentanen offensiven Überlegenheit der Roten Armee, so dass den Verbänden in aussichtslosen Lagen ein geordnetes und organisiertes Zurückweichen auf die Höhen von Smolensk gestattet sein müsste, um sinnlose Verluste an Menschen und Material zu vermeiden und dann aus rückwärtigen Positionen mehr Bewegungsspielraum für neue Offensiven zu haben. Hitler befürchtete, dass sich bei einer Freigabe eines taktischen Rückzugs eine Eigendynamik entwickeln könnte, die in allgemeine Panik umschlagen, einen moralischen Sieg des Gegners und außerdem einen Totalzusammenbruch der Front der Heeresgruppe Mitte bedeuten könnte. Aus diesem Grunde verbot er jegliche Ansätze von Frontverkürzungen und erließ folgenden Befehl:

„Unter persönlichem Einsatz der Befehlshaber, Kommandeure und Offiziere ist die Truppe zum fanatischen Widerstand in ihren Stellungen zu zwingen, ohne Rücksicht auf durchgebrochenen Feind in Flanke und Rücken. Erst wenn Reserven die ausgebauten rückwärtigen Stellungen besetzt haben, kann daran gedacht werden, sich in diese Stellungen zurückzuziehen.“

Der Haltebefehl Hitlers wurde zunächst von allen Generalstabsoffizieren und Armeekommandeuren befolgt. Die 9. Armee unter dem Oberbefehl von Generaloberst Adolf Strauß befand sich zu diesem Zeitpunkt am Nordflügel der Heeresgruppe Mitte im Raum Kalinin-Rschew. Mitte Dezember 1941 zog sich die 9. Armee bereits schrittweise von Kalinin nach Südwesten zurück, da die 29. und 31. Armee der Kalininer Front eine großangelegte Gegenoffensive einleiteten. Die Truppenbewegungen wurden durch hohen Schnee und Temperaturen bis −30 °C stark erschwert. Die 29. und 31. sowjetische Armee unter den Generälen Schwezow und Juschkewitsch richteten ihre Angriffe in der Anfangsphase gegen das XXVII. Armeekorps unter General der Infanterie Alfred Wäger. Die 86. Infanterie-Division unter Generalleutnant Joachim Witthöft konnte mithilfe konzentrierten MG-Feuers am Iwankowoer Stausee einen Sturmangriff sowjetischer Schützen niederschlagen. An der linken Grenze, im Abschnitt der 162. Infanterie-Division, gelang mehreren sibirischen Skibataillonen der Einbruch. Ein weiterer Fronteinbruch auf das südliche Ufer der Wolga wurde im Sektor der 110. Infanterie-Division erzielt. Die 26. Infanterie-Division, schwerpunktmäßig mit dem Infanterie-Regiment 39 unter Oberst Friedrich Wiese, und die 6. Infanterie-Division konnten ihren über 25 Kilometer langen Frontabschnitt unter großen Anstrengungen noch behaupten. Mittlerweile setzten Rotarmisten in Regimentsstärke im Abschnitt der 110. ID über die Wolga, eine Verfolgungsjagd des III. Btl./IR 18/6. ID scheiterte unter großen Verlusten bei Temperaturen von −40 °C. Im Ergebnis konnte aber ein Nachrücken von Einheiten der Roten Armee verhindert werden, und eine bedeutende Nachschubstraße konnte zurückerobert werden. Am 16. Dezember 1941 eroberten Rotarmisten die Stadt Kalinin. Damit war der Weg frei für eine Zangenbewegung auf den deutschen Frontvorsprung von Rschew.
Generaloberst Strauß plante eine geordnete Absetzbewegung der 9. Armee auf die rückwärtig ausgebaute Winterstellung Königsberg, der zahlreiche Zwischenstellungen mit den Tarnnamen deutscher Städte wie Augsburg, Bremen, Coburg, Dresden, Essen, Frankfurt, Gießen, Hanau und Ilmenau vorgeschaltet waren. Hitlers kompromissloser Haltebefehl vom 20. Dezember beendete die Rückzugsbewegung, als die ersten Truppen bereits die Winterstellung Gießen erreicht hatten. Die Panzergruppen 3 und 4 waren zu diesem Zeitpunkt an der Rusa-Stellung bei Rusa und Wereja. Der am 18. Dezember als Nachfolger Fedor von Bocks zum Oberbefehlshaber der Heeresgruppe Mitte ernannte Generalfeldmarschall Günther von Kluge bekräftigte in diesem Zusammenhang den Haltebefehl Hitlers:

„Jeder muß halten, wo er steht. Wer das nicht tut, reißt ein Loch in die Front, das nicht gestopft werden kann. Absetzen vom Feind hat nur dann Sinn und Zweck, wenn es zu günstigeren Kampfbedingungen, wenn möglich zur Bildung von Reserven führt. Für jedes Absetzen vom Divisionsverband aufwärts ist meine persönliche Genehmigung notwendig.“

Dem XXIII. Armeekorps der 9. Armee unter General der Infanterie Albrecht Schubert, zu dessen Verband die 102., 206., 251., 253. und 256. Infanterie-Division gehörten, wurde jeglicher Rückzug untersagt, um den Frontbogen von Rschew zu halten. Am 22. Dezember 1941 stürmte die neuformierte sowjetische 39. Armee unter Iwan Maslennikow in einem kombinierten Angriff mit T-34-Panzern die Verteidigungslinien der 256. ID vor Rschew. Die deutsche Division konnte ihren Abschnitt gegen einen zehnfach überlegenen Gegner noch bis zum 29. Dezember 1941 halten.
Generaloberst Konew stieß mit seiner Kalininer Front weiter von Norden gegen Rschew vor, um sich mit den von Osten kommenden Verbänden von General Schukow zu vereinigen. Rschew wurde dabei als entscheidender Eckpfeiler der Ostfront angesehen. Am 31. Dezember 1941 brach der Frontabschnitt der 256. ID und 206. ID aufgrund des erhöhten sowjetischen Drucks zusammen. Bei Stariza wurde die 26. ID eingeschlossen, und aus Rschew wurde ein Truppenverbandsplatz, der über 3000 Schwerverletzte aufnehmen musste. Vor der Ortschaft Mologino (russisch Мологино) konzentrierten sich starke Armeeverbände der Roten Armee, Generaloberst Strauß gab den bedingungslosen Haltebefehl für die 256. ID bei Mologino aus. Zu dieser Zeit hatte die eingeschlossene 256. ID unter Generalleutnant Gerhard Kauffmann nur noch die Gefechtsstärke eines einzigen Regiments, und die Soldaten verweigerten den Offizieren bereits teilweise den Gehorsam: „Schlagt uns doch tot, es ist ja egal, wer uns totschlägt. Mologino ist bereits verloren.“ Am 2. Januar 1942 riss die Funkverbindung zu den isolierten Soldaten in Mologino ab, die Kommunikation erfolgte durch sogenannte Pendelspähtrupps. Am 3. Januar 1942 gab Major Mummert von der Aufklärungsabteilung 256 den Befehl zur Aufgabe von Mologino.
Am 4. Januar 1942 erreichte die Rote Armee ein Auseinanderbrechen der Hauptkampflinie der 9. Armee, indem eine 15 bis 20 Kilometer breite Lücke im Abschnitt zwischen dem VI. und XXIII. Armeekorps geschaffen wurde. Teile der sowjetischen 39. Armee gelangten so in den Rücken der deutschen Verteidiger von Rschew. Gleichzeitig drohte zwischen dem VI. und XXVII. Armeekorps ein sowjetischer Durchbruch auf Subzow, wenige Kilometer südöstlich von Rschew. Rschew konnte dennoch vorerst gehalten werden, die deutschen Truppen befanden sich aber in einer prekären Situation.

### Kräfteverhältnis
- Rote Armee: 688.000 Soldaten aus 14 Armeen und drei Kavallerie-Korps
- Wehrmacht: 625.000 Soldaten aus 42 Infanterie-, Panzer-, Luftwaffen- und SS-Divisionen[3]

| Kalininer Front (Generaloberst Iwan Stepanowitsch Konew)  |                                                    |
|                                                           | 22. Armee (Generalmajor W. I. Wostruchow)          |
|                                                           | 39. Armee (Generalleutnant Iwan Maslennikow)       |
|                                                           | 29. Armee (Generalmajor Wassili Schwezow)          |
|                                                           | 31. Armee (Generalmajor Wassili Juschkewitsch)     |
|                                                           | 30. Armee (Generalmajor Dmitri Leljuschenko)       |
| Westfront (Armeegeneral Georgi Konstantinowitsch Schukow) |                                                    |
|                                                           | 1. Stoßarmee (Generalleutnant Wassili Kusnezow)    |
|                                                           | 20. Armee (Generalleutnant Andrei Wlassow)         |
|                                                           | 16. Armee (Generalleutnant Konstantin Rokossowski) |
|                                                           | 5. Armee (Generalleutnant Leonid Goworow)          |
|                                                           | 33. Armee (Generalleutnant Michail Jefremow)       |
|                                                           | 43. Armee (Generalmajor Konstantin Golubew)        |
|                                                           | 49. Armee (Generalleutnant Iwan Sacharkin)         |
|                                                           | 50. Armee (Generalleutnant Iwan Boldin)            |
|                                                           | 10. Armee (Generalleutnant Filipp Golikow)         |

|  | 9. Armee (Generaloberst Adolf Strauß)       |                                                                               |                                                                                    |
|  |                                             | XXIII. Armeekorps (General der Infanterie Albrecht Schubert)                  |                                                                                    |
|  |                                             |                                                                               | 206. Infanterie-Division (Generalleutnant Hugo Höfl)                               |
|  |                                             |                                                                               | 102. Infanterie-Division (Generalleutnant John Ansat)                              |
|  |                                             |                                                                               | 256. Infanterie-Division (Generalleutnant Gerhard Kauffmann)                       |
|  |                                             |                                                                               | 253. Infanterie-Division (Generalleutnant Otto Schellert)                          |
|  |                                             | VI. Armeekorps (General der Pioniere Otto-Wilhelm Förster)                    |                                                                                    |
|  |                                             |                                                                               | 6. Infanterie-Division (Generalleutnant Helge Auleb, ab 25. Januar Horst Großmann) |
|  |                                             |                                                                               | 26. Infanterie-Division (Generalleutnant Sigismund von Förster)                    |
|  |                                             |                                                                               | 110. Infanterie-Division (Generalleutnant Ernst Seifert)                           |
|  |                                             |                                                                               | 161. Infanterie-Division (Generalleutnant Heinrich Recke)                          |
|  |                                             | XXVII. Armeekorps (General der Infanterie Alfred Wäger)                       |                                                                                    |
|  |                                             |                                                                               | 86. Infanterie-Division (Generalleutnant Joachim Witthöft)                         |
|  |                                             |                                                                               | 162. Infanterie-Division (Generalleutnant Hermann Franke)                          |
|  |                                             |                                                                               | 129. Infanterie-Division (Generalmajor Stephan Rittau)                             |
|  |                                             |                                                                               | 251. Infanterie-Division (Generalmajor Karl Burdach)                               |
|  | 3. Panzerarmee (Generaloberst Hermann Hoth) |                                                                               |                                                                                    |
|  |                                             | XXXXVI. Armeekorps (General der Panzertruppe Heinrich von Vietinghoff-Scheel) |                                                                                    |
|  |                                             |                                                                               | SS-Division „Reich“ (mot.) (SS-Brigadeführer Matthias Kleinheisterkamp)            |
|  |                                             |                                                                               | 11. Panzer-Division (Generalmajor Walter Scheller)                                 |
|  |                                             |                                                                               | 5. Panzer-Division (Generalmajor Gustav Fehn)                                      |
|  |                                             |                                                                               | Infanterie-Regiment 309 (--)                                                       |
|  |                                             |                                                                               | Kampfgruppe Decker (---)                                                           |
|  |                                             | XXXXI. Armeekorps (General der Panzertruppe Walter Model)                     |                                                                                    |
|  |                                             |                                                                               | 36. Infanterie-Division (Generalmajor Hans Gollnick)                               |
|  |                                             |                                                                               | 1. Panzer-Division (Generalmajor Walter Krüger)                                    |
|  |                                             |                                                                               | 2. Panzer-Division (Generalleutnant Rudolf Veiel)                                  |
|  |                                             | LVI. Armeekorps (General der Panzertruppe Ferdinand Schaal)                   |                                                                                    |
|  |                                             |                                                                               | 14. Infanterie-Division (Generalleutnant Friedrich Fürst)                          |
|  |                                             |                                                                               | 7. Panzer-Division (Generalmajor Hans Freiherr von Funck)                          |
|  |                                             |                                                                               | Lehr-Infanterie-Brigade 900 (mot.) (---)                                           |

## Rschewer Angriffsoperation (8. Januar bis Ende Februar 1942)

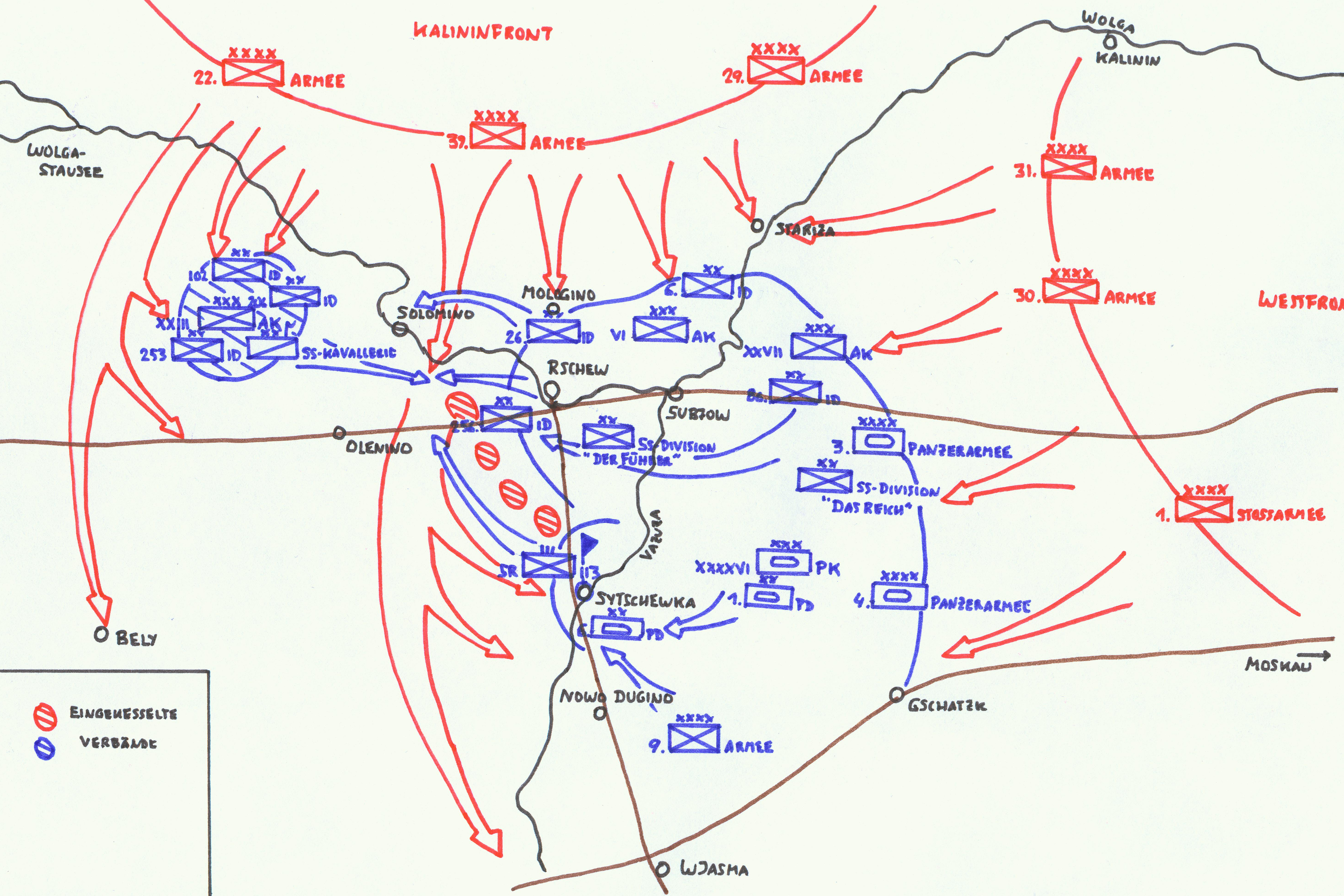
Rschew Januar bis Februar 1942

„Ich darf Herrn General kurz in die beschissene Lage einweisen. Seit dem 9. Januar läuft der russische Großangriff aus dem Raum Ostaschkow gegen den linken Flügel des abgeschnittenen XXIII. Armeekorps, das nach Süden zurückgedrängt wurde. Gleichzeitig stärkere Angriffe gegen den linken Flügel des VI. Armeekorps hier. Unsere Bitte, die Ostfront in die Gschatzk-Wolga-Stellung zurücknehmen zu dürfen, wurde abgelehnt. Seit dem 11. Januar starke Feindangriffe aus Richtung Nordwesten und westlich Sytschowkas nach Süden, vorderste Teile am Westrand. Halten Sie uns Sytschowka, es darf nicht verlorengehen.“

Die über die Wintermonate neu formierte Rote Armee richtete im Januar 1942 den ersten Schlag gegen die 9. Armee am nördlichen Stützpfeiler der Heeresgruppe Mitte in Rschew. Der neue Oberbefehlshaber der 9. Armee, General der Panzertruppe Walter Model, wurde am 12. Januar 1942 in seinem Hauptquartier Sytschowka angegriffen. Bald darauf war die 9. Armee von drei Seiten eingeschlossen. Im Osten verteidigte sie eine Winterstellung und war über die „Rollbahn“ in Verbindung mit der 4. Panzerarmee. Rschew wurde zur Schlüsselstellung der 9. Armee und war den Angriffen durch die sowjetische 31. und 30. Armee sowie der 1. Stoßarmee, die mit zunehmender Intensität durchgeführt wurden, unmittelbar ausgesetzt.
Um eine Einschließung der Heeresgruppe Mitte zu verhindern, wurde der auf Bely durchgebrochenen sowjetischen 4. Stoßarmee im Abschnitt Welisch-Demidow das aus Frankreich herangeführte LIX. Armeekorps entgegen geworfen, das, unter Generalleutnant Kurt von der Chevallerie, mit der 83., 205. und 330. Infanterie-Division, der 3. Panzerarmee unterstellt wurde. Beim Vormarsch in das von Partisanenaktivitäten stark gefährdete Gebiet sammelten die neu eingetroffenen Einheiten fliehende Soldaten der SS-Kavalleriebrigade und 123. Infanterie-Division auf. Besonders kritisch war die Einbruchstelle der sowjetischen 29. und 39. Armee im Raum Olenino (westlich von Rschew), wo neun Schützendivisionen hinter die deutschen Linien einsickern konnten. Das XXIII. Armeekorps wurde eingekesselt und musste über die Luft versorgt werden. Weiter im Süden bei Wjasma bedrohte sowjetische Kavallerie die deutschen Linien. Die Bahnlinie Rschew-Wjasma war die einzig mögliche Nachschubverbindung für die 9. Armee und wurde von Soldaten der motorisierten SS-Infanterie-Division „Das Reich“ gehalten.
Währenddessen kämpften Kradschützen der 1. Panzer-Division das von Rotarmisten besetzte Bahnhofsgebäude von Sytschowka wieder frei, außerdem konnte die Verbindung zum Feldflugplatz Nowo Ougino wiederhergestellt werden. Model ordnete an, die Einbruchstelle bei Nikolskoje und Solomino mit hoher Priorität wieder zu schließen, dabei die sowjetischen Nachschubwege zu kappen und ihre Flanken bei Sytschowka anzugreifen. Der Versuch seines Vorgängers Generaloberst Strauß, dies am 8. Januar 1942 mit der SS-Kavallerie-Brigade Fegelein zu erreichen, scheiterte. Models Konzept „Angreifen, die Initiative zurückgewinnen, dem Feind das Gesetz des Handels diktieren“ hatte unter den Offizieren und Soldaten der 9. Armee eine große psychologische Signalwirkung. Weiterhin ließ er Panzerbesatzungen zu Skijägern umfunktionieren oder stellte eine Schneeschuhkompanie auf, die sich bei Spähtruppunternehmungen unbemerkt dem Gegner annähern konnte. Die Schneeschuhkompanie wurde auch zur Sicherung der Eisenbahnpioniere eingesetzt, die ständig die von Partisanen gesprengte Eisenbahnlinie Rschew-Wjasma ausbessern mussten. Zur Partisanenbekämpfung kam außerdem ein mit einer Flakbatterie bestückter Panzerzug zum Einsatz.
Kurz vor der geplanten Gegenoffensive auf die sowjetische Einbruchstelle westlich von Rschew sanken die Temperaturen weiter auf −45 °C. Die Offiziere hielten eine erfolgreiche Durchführung der Offensive nicht mehr für möglich. Model ermutigte seine Soldaten:

„Warum meine Herren? Morgen und übermorgen wird es auch nicht wärmer. Die Russen marschieren ja auch.“

Durch Models Strategiewandel wurde aus einer fast schon aussichtslosen Rundumverteidigung eine aktive Gegenoffensive mit definierten Schwerpunkten. Aus Sytschowka rückten die 1. Panzer-Division und die SS-Division „Das Reich“ ab, um den taktisch bedeutsamen Ort Ossuiskoje zu nehmen. Am 22. Januar 1942 wurde ein Großangriff des VI. Armeekorps befohlen, das die verstärkte 256. ID, Artillerie, Panzerjäger und Fla-Geschütze beinhaltete. Dem XXIII. Armeekorps (206. ID, SS-Kavallerie-Brigade Fegelein und Sturmgeschützabteilung 189) gelang der Durchbruch und die Vereinigung mit dem VI. Armeekorps. Der Doppelschlag erfolgte bei Nikolskoje und Solomino. Im Ergebnis war die Verbindung zur 9. Armee wiederhergestellt und die Versorgungsrouten der 29. und 39. sowjetischen Armee waren unterbrochen.
Das SS-Regiment „Der Führer“ unter Obersturmbannführer Otto Kumm erhielt die Aufgabe, die neugeschaffene Verbindungsstelle zwischen VI. und XXIII. Armeekorps und die Landbrücke der 9. Armee um jeden Preis zu halten, wie Model ausdrücklich forderte. Der nördliche Sperrriegel wurde verstärkt; bei Osuga/Sytschowka wurden die 1. Panzer-Division, 86. Infanterie-Division, der Großteil der SS-Division „Das Reich“, 5. Panzer-Division, IR 309 und die Kampfgruppe Decker unter dem Oberbefehl von General der Panzertruppe Heinrich von Vietinghoff als XXXXVI. Armeekorps zusammengefasst und marschierten in nordwestliche Richtung. Von jetzt an entstanden in den Wäldern und verschneiten Ortschaften erbitterte Gefechte. Ein sowjetischer Großangriff gegen die Nordfront der 256. und 206. ID wurde am 26. Januar 1942 in Bewegung gesetzt und schließlich unter großen Anstrengungen von den deutschen Truppen abgewehrt. Neben der zahlenmäßigen Überlegenheit der sowjetischen Einheiten verursachten die extremen Wetterumschwünge von kurzzeitiger Schneeschmelze bis zu immer wieder auftauchenden Schneestürmen und einem Temperaturabfall auf minimal −52 °C der Wehrmacht größte Probleme.
Obwohl die sowjetischen Truppen bei ihren Angriffen auf die Bahnlinie Rschew–Olenino teilweise Menschenverluste in Bataillonsgröße hatten, konnte sie schließlich gesichert werden. Am 28. Januar 1942 kam es infolge des sowjetischen Gegenangriffs zu einer entscheidenden Panzerschlacht, die für beide Seiten mit überproportional hohen Verlusten verbunden war. So stellte beispielsweise der Rottenführer Wagner den letzten Überlebenden der 10. Kompanie dar, die 2. Kompanie des SS-Regiments „Der Führer“ wurde vollständig vernichtet, und in der Ortschaft Klepenino, dem Armeegefechtsstand der 9. Armee, „stapelten sich die Leichenberge“ der sowjetischen Gefallenen. Am 4. Februar 1942 gelang es der 86. ID, die Schlüsselposition in Ossuikoje zu nehmen, zwei Tage später überquerten Panzergrenadiere der 1. PD die Eisenbahnlinie bei Tschertolino, so dass sich die Gruppen Wietersheim (PGR 113) und Zehender vereinigen konnten.
Die Kämpfe zwischen Sytschowka und dem „Wolgaknie“ bei Subzow erreichten während der Schneestürme im Februar ihren vorläufigen Höhepunkt, bis die Kraft der sowjetischen Großoffensive nachließ. Im Ergebnis hatte die Rote Armee die vereiste Wolga überquert, den linken Flügel der 9. Armee durchstoßen und das XXIII. Armeekorps vom Rest des Verbandes isoliert. Als Reaktion griff das XXXXVI. Panzerkorps aus Sytschowka an und schloss die sowjetische 29. Armee im Waldgebiet von Montschalowo ein. Hier wurde vom 23. Januar bis zum 17. Februar 1942 gekämpft, wobei sämtliche sowjetischen Entlastungsangriffe zunächst scheiterten. Im Laufe der Kampfhandlungen ergaben sich hohe Verluste, so hatte zum Beispiel das SS-Regiment „Der Führer“ am Ende nur noch 35 Soldaten zur Verfügung. Sieben sowjetische Divisionen wurden im Kessel vernichtet und die Winteroffensive der sowjetischen Truppen vorübergehend zum Stillstand gebracht. Im OKW-Wehrmachtbericht vom 21. Februar 1942 wurden beim Gegner 27.000 Gefallene und 5.000 Gefangene gemeldet. Die 29. Armee wurde vollständig vernichtet und die 39. Armee zum größten Teil.

## Unternehmen Seydlitz (Juli 1942)
Seit dem Einbruch der Roten Armee in die Front der 9. Armee am 8. Januar 1942 und dem Druck auf den linken Flügel der Heeresgruppe Mitte wurde eine Reihe von deutschen Gegenmaßnahmen eingeleitet. Ein sowjetisches Kavalleriekorps, welches zu den eingebrochenen Truppenverbänden gehörte und den deutschen Nachschub auf der Rollbahn zwischen Smolensk und Wjasma bedrohte, konnte von der Wehrmacht zunächst nicht wirksam bekämpft werden. Die Kavallerie war in unwegsamen Geländeabschnitten eine der wenigen Waffengattungen, welche noch eine ausreichend hohe Beweglichkeit entwickeln konnte. Die den Divisionen zugeordneten Aufklärungsabteilungen waren im Sommer 1942 bereits so stark abgekämpft, so dass sie dem sowjetischen Gegenpart stark unterlegen waren. Generaloberst Model strukturierte seine Kavallerie-Einheiten um, indem er die Aufklärungs-Abteilungen verschiedener Armeekorps zu einem Kavallerie-Kommando z. b. V. in der Stärke von drei Kavallerie-Regimentern mit jeweils fünf Schwadronen zusammenführte und deren Kräfte bündelte. 
Am 2. Juli 1942 begann das Unternehmen unter dem Decknamen Seydlitz mit dem Auftrag, die Bedrohung der Versorgungslinien der 9. Armee durch Rotarmisten oder Partisanen zu eliminieren. Einsatzgebiet war die Bahnlinie Welikije Luki-Rschew mit der 1. Panzer-Division an der rechten und Infanterie-Regiment 427 an der linken Flanke. Die sowjetischen Stellungen in den dichten Wäldern am Fluss Lutschessa wurden relativ schnell durchbrochen, danach setzten Regenfälle ein, welche die Beweglichkeit der Panzer stark einschränkten.
Am 5. Juli konnten die 39. sowjetische Armee und das 11. Kavallerie-Korps (Generalmajor Sokolow) eingekesselt werden. Bis zum 16. Juli 1942 dauerten die Angriffe der Wehrmacht auf die in dem Kessel eingeschlossenen Rotarmisten, wobei die Kalininfront etwa 50.000 Soldaten Verluste hatte und die deutschen Truppen 230 Panzer und 760 Artilleriegeschütze erbeuteten. Der Erfolg war größtenteils der hohen Beweglichkeit der deutschen Kavalleristen im Wald- und Sumpfgelände um den Lutschessa-Fluss zu verdanken.

## Rschew-Sytschowka-Operation (30. Juli bis 23. August 1942)
Im Sommer 1942 setzte die Rote Armee ihre Zangenbewegung auf den Frontvorsprung bei Rschew fort, einerseits, um die Heeresgruppe Mitte weiter unter Druck zu setzen und andererseits, um durch ein Binden der deutschen Truppen im Norden den Südabschnitt bei Stalingrad und am Kaukasus zu entlasten. Für dieses Vorhaben wurden 41 Schützen-Divisionen, 15 Schützen-Brigaden, 31 Panzer-Brigaden mit über 1700 Panzern, mehreren tausend Artilleriegeschützen und zusätzlich Luftunterstützung mobilisiert, um die deutsche 9. Armee mit einer Übermacht an Personal und Material zu vernichten. Die Stawka plante die endgültige Einnahme der Festungen Rschew und Sytschowka in einer großangelegten Sommeroffensive und ein Teilen der Heeresgruppe Mitte durch einen schnellen Vorstoß auf Smolensk und Wjasma.

### Angriff der Kalininfront auf das nördliche Rschewer Vorfeld

Rschew Nordfront 30. Juli bis 10. August 1942

Am 30. Juli 1942 begann die Kalininfront (Generaloberst I. S. Konew) mit dem Artillerieschlag auf das nördliche Vorfeld von Rschew. Wenig später erzielte die sowjetische 30. Armee (General D. D. Leljuschenko) einen Durchbruch an der Verbindungsstelle zwischen der 256. (Generalleutnant Paul Danhauser) und 87. Infanterie-Division (Generalleutnant Bogislav von Studnitz). Die 6. Infanterie-Division (Generalleutnant Großmann) wurde sofort aus dem Verfügungsraum westlich von Sytschowka alarmiert, um am alten Kampfort beim VI. Armeekorps (General der Infanterie Bruno Bieler) in den beginnenden Kämpfen um die Stadt Rschew eingesetzt zu werden. Auf den Weg dahin verwandelte Dauerregen das Waldgelände in einen unwegsamen Morast, so dass die Verladung der aus dem Verfügungsraum abgezogenen Infanterie-Bataillone der 6. ID. stark verlangsamt wurde. Zudem wurde das Bahnhofsgelände von Sytschowka immer häufiger von sowjetischen Schlachtflugzeugen angegriffen.
Die 2. und 16. Garde-Schützendivision griffen mehrmals gegen die befestigte Dörferlinie von Polunino, Galachowo und Timofejewo an und erreichten am 31. Juli einen Durchbruch im deutschen Stellungssystem. Das Infanterieregiment 58 (Oberst Furbach) hatte für den 1. August den Befehl die im Raum Galachowo und Punkt 195,5 eingebrochenen sowjetischen Truppen anzugreifen und die verlorene Hauptkampflinie wiederherzustellen. Es kam zum Nahkampf; schließlich konnte der drohende Frontdurchbruch der Roten Armee bei Polunino im Norden von Rschew geschlossen werden. Seit dem 31. Juli kämpfte die Aufklärungs-Abteilung 328 (328. ID., der 256. ID. unterstellt) unter Major von Kalben an der rechten Grenze des IR 58 um das Dorf Gribojewo, sie musste am 15. August auf das Südufer der Wolga zurückgenommen werden. Die linke Divisionsgrenze lag im Bereich des Bataillons des Majors von Recum, welches zur 251. ID. (Generalleutnant Karl Burdach) gehörte und am 31. Juli der 87. ID. unterstellt worden war. Am 1. August sollte von Recums Bataillon das IR 187 bei Martjukowo unterstützen, in den Dörfern Gorbowo, Fedorkowo und Chanino entwickelten sich zähe Gefechte. Am 2. August wurde in Gory Kaseki ein deutsches Bataillon vorübergehend eingeschlossen.
Im Brennpunkt der Waldkämpfe nördlich von Rschew auf der Höhe Gory Kaseki–Polunino stand die 6. ID. jetzt zwischen der 87. und 256. ID. eingesetzt, wobei täglich Panzerangriffe seitens der sowjetischen 30. Armee erfolgten. Am 4. August bombardierten sowjetische Bomber das Dorf Polunino und richteten große Schäden im deutschen Stellungssystem an, welches bis zu siebenmal täglich von kombinierten Kräften aus Infanterie und Panzern angegriffen wurde. Deutsches Artilleriefeuer, welches gezielt gegen massierte Truppenansammlungen des Gegners eingesetzt wurde, verhinderte einen totalen Zusammenbruch der stark angeschlagenen Abwehrreihen. Pak- und Flak-Kampftrupps, verbunden mit Sturmgeschützen, erhielten die Aufgabe, Durchbrüche der sowjetischen Infanterie sofort zu bekämpfen. Am 5. August wurden im Gefechtsabschnitt des IR 58 über 20 T-34 Panzer vernichtet.
Am 4. August musste die 6. ID. eine Artillerie-Abteilung an die 161. ID. bei Subzow abgeben, da dort ebenfalls starke Verbände der Roten Armee durchgebrochen waren. Zwei Tage später wurde die 6. ID durch die Abgabe einer Reiter-Schwadron zur Bahnsicherung bei Ossuga weiter geschwächt. Die Nachbarn 256. und 87. ID. waren zunehmend gefährdet, von der Roten Armee überrannt zu werden, während Rschew weiter im pausenlosen Artilleriefeuer lag und nachts bombardiert wurde. Ziel der Sowjetarmee war das Zerstören der Wolgabrücken, um den deutschen Nachschub dauerhaft zu unterbinden.

Rschew Nordfront 30. Juli 1942 bis 1. März 1943

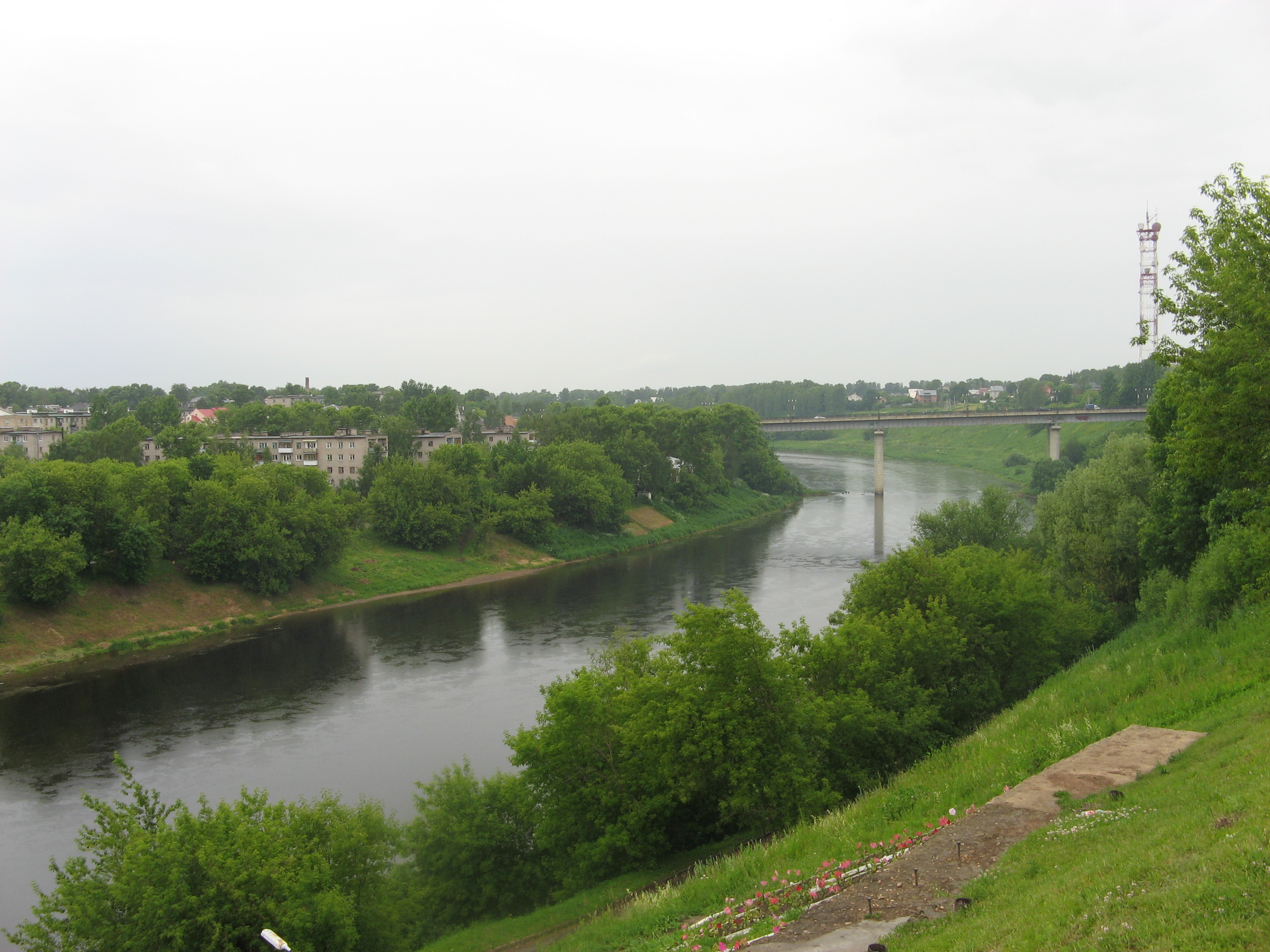
Wolgabrücke bei Rschew

Am 10. August 1942 unternahm die Rote Armee einen weiteren Angriff auf den Nordsektor von Rschew. Hierzu waren Bomber, Jagdbomber, Artillerie, Katjuscha-Raketenwerfer und Mörser im Einsatz, welche das Gelände für einen tiefgestaffelten Panzerangriff vorbereiteten. Die Wehrmacht setzte dem die eigene Luftwaffe, Artillerie, Flak, Pak, Granatwerfer, Mörser und Sturmgeschütze entgegen. Deutsche Infanteristen, Pioniere und Kavalleristen erlebten von 5 Uhr 15 bis 18 Uhr 30 pausenlose Angriffswellen der Roten Armee. Die Gefechte waren von außerordentlicher Härte, insbesondere im Bereich der Aufklärungs-Abteilung 328 am linken Flügel der 256. ID, welcher mithilfe des PiBtl. 6 gehalten werden konnte, und im Abschnitt des IR 18 mit dem Bataillon von Recum. Im Endergebnis konnte der Gesamtabschnitt trotz starker Überlegenheit der Roten Armee von den Deutschen gehalten werden. Der 20. August brachte jedoch den Zusammenbruch des Gefechtsabschnitts der 256. ID., welche über die Matjukowo-Brücke auf die südliche Seite der Wolga zurückweichen musste. Somit waren die 6. ID., Teile der 129. ID. und die 87. ID. die letzten deutschen Einheiten, die nördlich von Rschew übrig blieben. Bei Martinowo fiel Generalleutnant Stephan Rittau am 22. August durch sowjetisches Artilleriefeuer.
Der 24. August wurde zum nächsten Großkampftag für die verbliebenen drei Divisionen gegenüber einer sowjetischen Übermacht. Nach einer intensiven Artillerievorbereitung wurde ein verlustreicher Panzerangriff der 153. und 238. sowjetischen Panzerbrigade begonnen, der die deutschen Linien an einer geschwächten Stelle im Bereich des IR 18 durchbrach und deren Schützengräben überrollte. Trotz eines Flankenangriffs des I. Btl./IR 18 erreichte der sowjetische Vorstoß die Wolga. Die 6. ID war nun von der 87. ID abgeschnitten. Insgesamt verlor die Rote Armee an diesem Tag 65 Panzer. Die 6. ID kämpfte in westlicher Richtung und die 87. ID in östlicher, wobei sich die 6. ID wegen des starken Drucks der sowjetischen Kräfte in die Neu-Kolberg-Stellung unmittelbar vor Rschew zurückzog. Die Rote Armee bildete am 26. August 1942 einen Brückenkopf am Südufer der Wolga bei Snamenskoje.

### Angriff der Westfront in Richtung Sytschowka

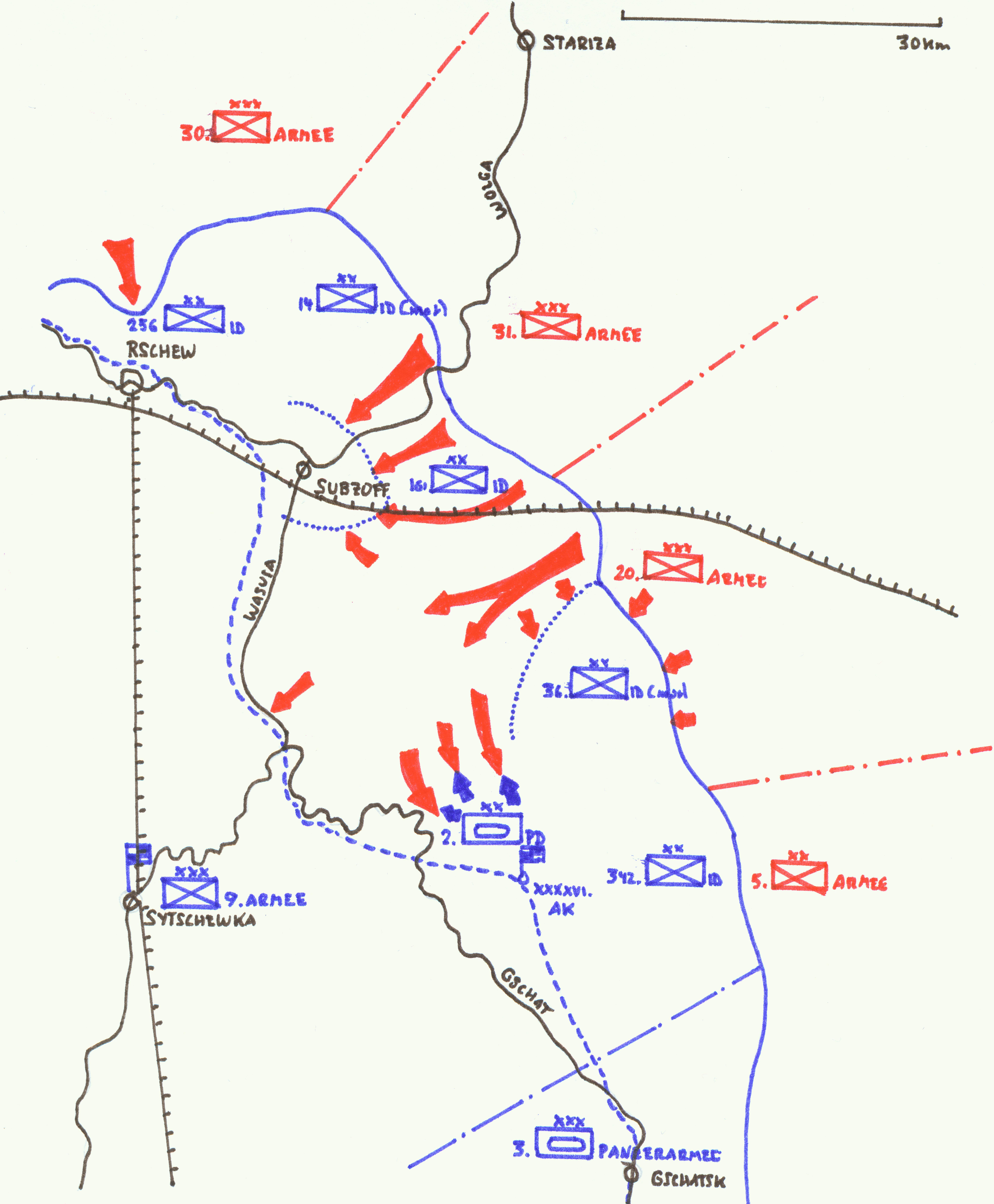
Fronteinbruch der Roten Armee auf der Linie Rschew-Sytschowka August 1942

Abwehrkämpfe im Raum Rschew-Sytschowka-Gschatsk und Gegenangriff der 1. Panzer-Division im Sommer 1942

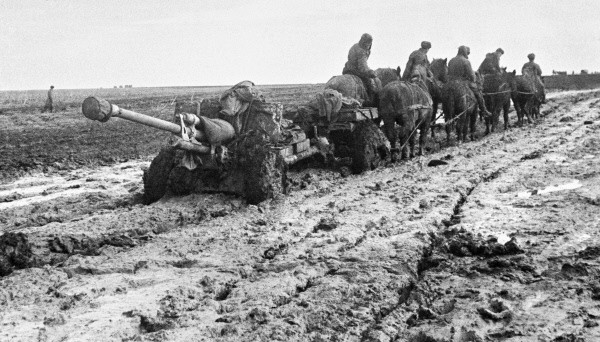
Geschütz der Roten Armee im Oktober 1942

Am 25. Juli 1942 meldeten deutsche Aufklärungsflugzeuge große Truppenkonzentrationen an der sowjetischen Westfront, die unter keinerlei Tarnmaßnahmen abliefen, über Lautsprecher wurde der Angriff der Roten Armee für den 30. Juli sogar angekündigt.
Die sowjetische 31. Armee (Generalleutnant V. S. Polenow) zielte auf den Ort Pogoreloje, während das Ziel der 20. Armee Sytschowka war. Das XXXXVI. Panzerkorps verteidigte im Rahmen der Heeresgruppe Mitte mit der 342. ID, 36. ID (mot.), 161. ID und 14. ID (mot.) einen ca. 100 Kilometer langen Frontabschnitt von Samujlowo bis Gridino. Nach starker Artillerievorbereitung konnten Panzerschwadronen in großer Zahl die ausgedünnten deutschen Linien überrollen, die durch Artilleriebeschuss und Bombardierung sturmreif waren. Der Angriff der sowjetischen 20. Armee erfolgte gegen den linken Flügel des XXXXVI. Panzerkorps und erreichte lediglich kleinere Einbrüche von der Ausdehnung weniger Hundert Meter, die von der Wehrmacht sofort wieder abgeriegelt wurden.
Am 4. August erfolgte der nächst große Vorstoß der Roten Armee auf einer Divisionsbreite von ein bis zwei Kilometern, die einen Aufmarsch von drei gestaffelten Schützen-Regimentern hinter sich zog. Dahinter näherten sich zwei Panzer-Brigaden mit 80 bis 100 Kampfpanzern an. Die deutschen Verteidiger hatten in minimaler Personalstärke große Gefechtsabschnitte zu verteidigen; einer einzigen Kompanie kam ein Abschnitt von ein bis zwei Kilometern zu.
Die sowjetische 20. Armee (Generalleutnant M. A. Reiter) sollte am 6. August die Flüsse Wasusa und Gschat überqueren und einen Brückenkopf am linken Ufer bilden.
Um die Offensive schneller zu entwickeln, beschloss Armeegeneral Schukow seine mobile Frontreserve im Durchbruchsraum in Richtung auf Sytschowka einzuführen. Zu dieser Gruppe gehörten das 6. Panzerkorps unter Oberst A. L. Getman, das 8. Panzerkorps unter Generalmajor M. D. Solomatin und das 2. Garde-Kavalleriekorps unter dem Kommando von Generalmajor W. W. Krjukow. Die Offensive der 31. Armee konnte nicht mehr aufgehalten werden und brachte einen großen Fronteinbruch, der zu einer kritischen Situation bei der 9. Armee führte. Im Norden nahmen sowjetische Schützen Subzow und trennten die Verbindungsstraße Karmanowo-Subzow ab, so dass die 161. ID. und 14. ID. (mot.) isoliert wurden. Danach änderte die Rote Armee ihre Bewegungsrichtung nach Süden ab, um die Flanke ihres Vorstoßes mit vier bis fünf Divisionen und mehreren Panzer-Brigaden zu decken. Bei Karmanowo drangen die Angreifer in den Gefechtsstand des XXXXVI. Panzerkorps ein und versuchten die 36. ID (mot.) (General Hans Gollnick) vergeblich aus ihren Stellungen zu werfen. Zur Entlastung wurde die 2. Panzer-Division am 5. August 1942 in Bewegung gesetzt, konnte aber nur in kleinen Einheiten in das Kampfgeschehen eingreifen, ohne Anschluss an die 36. ID (mot.) zu gewinnen. Die 36. ID (mot.) hielt den Fronteckpfeiler bei Wosskressenoje mit großer Mühe bis zum 7. August. Am selben Tag erfolgte eine weitere sowjetische Offensive in Stärke von drei Schützen-Divisionen sowie drei Schützen- und vier Panzer-Brigaden gegen die 342. ID. Es wurde gemeldet, dass sich die auch die sowjetische 5. Armee (Generalleutnant I. I. Fedjuninski) in Marsch gesetzt hatte, um die Front an deren linken Flügel einzudrücken.
Erfolgreich war der Einbruch der Roten Armee an der Nachschublinie Sytschowka-Subzow und der Eisenbahnlinie Sytschowka-Rschew, wo die 9. Armee mit sofortigen Gegenmaßnahmen antwortete. Hierzu wurde das IR 84 mit der Kampfgruppe Biewald und Bülowius eingesetzt, welches am Waldrand von Tschaschnikowo eine Rundumverteidigungsstellung angelegt hatten. Die Einbrüche der Roten Armee am 6. August führten zu Nahkampfeinsätzen, da zuvor mehrere deutsche Maschinengewehrstellungen von sowjetischen Schützen ausgeschaltet worden waren, wobei beide Seiten hohe Ausfälle zu verzeichnen hatten. Auch in der Nacht zum 8. August kam es bei Tschaschnikowo zu mehreren sowjetischen Angriffswellen. Als sich die Mannschaftsstärke einer Kompanie des IR 84 auf 22 Personen verringert hatte, wurde der Rückzug befohlen. Mittlerweile war das I. Btl./IR 84, gefolgt vom Rest des Regiments und der 102. ID. (General Johannes Frießner) bei Ossuga eingetroffen, so dass die Überreste der Kompanie abgelöst werden konnten. Im Ergebnis hatte die Wehrmacht die Versorgungsrouten nach Rschew wieder freigekämpft. Die Reiter der Aufklärungs-Abteilung 6 kämpften mit Unterstützung des Panzerzuges gegen eingesickerte Rotarmisten auf dem Eisenbahndamm. Bis zum 11. August wurden die sowjetischen Truppen in der Nähe des Dorfes Schalamowo vernichtend geschlagen.
In den Waldgebieten von Ossuga hielten die Kämpfe noch bis zum 15. August an. Auf beiden Seiten stiegen die Verluste rapide an, während die deutschen Verteidigungslinien durch hohe Belastung zunehmend ausgedünnt wurden. Allein am 9. August vernichtete die 2. Panzer-Division 64 sowjetische Panzer, die Flakeinheiten zerstörten weitere zehn. Vergeblich versuchte die Rote Armee in vielen Angriffswellen die Höhen von Karmanowo zu nehmen. Am 10. August erzielten sie einen größeren Einbruch, was die Wehrmacht zu einer Frontbegradigung zwang. Zwischenzeitlich wurde die 2. Panzer-Division eingekesselt, konnte sich jedoch wieder befreien. Westlich des Flusses Jausa in Schelomiki und Krutije wurden drei Bataillone der 342. ID eingeschlossen. Deren Befreiung wurde durch das unwegsame Wald- und Morastgelände längere Zeit verzögert. Der sowjetische Druck auf Karmanowo hielt unvermindert an, an einem Tag wurden bis zu 9000 Artilleriegranaten verschossen. Die Situation war extrem unübersichtlich, da Angriffe, Einbrüche und Gegenangriffe permanent abwechselten. Als sich am 21. August 40 Panzer und 700 Fahrzeuge der Roten Armee Karmanowo näherten, entschied sich die Führung der 9. Armee dazu, die Ortschaft zu räumen und die dort eingegrabenen Soldaten in der Nacht vom 22. auf den 23. August 1942 abzusetzen. Das Unternehmen gelang nur mit Hilfe der Luftwaffe, welche in die Erdkämpfe eingreifen musste. Die Rote Armee folgte der zurückweichenden Wehrmacht bis zur neuen Wechselstellung, wobei sie nach mehrtägigen Kämpfen einen Gesamtverlust von 460 zerstörten Panzern hinnehmen musste.

### Ausklang
Am 14. August 1942 erfolgte eine weitere Großoffensive der Roten Armee auf Rschew. Der Plan, mit drei Schützen-Divisionen und dem 8. Panzer-Korps (fünf Panzer-Brigaden) nach Wjasma vorzustoßen, scheiterte am erbitterten Widerstand der Panzerdivision Großdeutschland, die im Verlauf der Kämpfe stark dezimiert wurde. Der 23. August war mit der Eroberung des deutschen Widerstandsknoten von Karmanowo für die sowjetischen Truppen erfolgreich. Der Roten Armee gelang es, bei Subzow einen Frontvorsprung zu erzwingen und bis an den Stadtbezirk von Rschew aufzurücken, eine vollständige Einnahme misslang jedoch.
Die Angriffe der Roten Armee brachten diese bald in eine derart aussichtsreiche Situation, dass Gfm. von Kluge Hitler eine Reduktion des Frontbogens vorschlug. Hitler lehnte dies mit der Begründung ab, Rschew habe eine große symbolische Bedeutung für die Ostfront und dürfe auf keinen Fall aufgegeben werden. Mithilfe aller verfügbaren Reserven konnten Wehrmachtsverbände die Vorwärtsbewegung der Roten Armee in den Trümmern der Stadt Rschew zum Stehen bringen, bevor eine längere Schlechtwetterphase weitere Kampfhandlungen unterbrach.
Rschew und Sytschowka verblieben trotz immensem Menschen- und Materialeinsatz der Angreifer im Besitz der 9. Armee. Die Stadt Rschew war durch das permanente Artilleriefeuer und die Bombardierungen in ein Kraterfeld, von einem Ausmaß ähnlich des Schauplatzes an der Somme während des Ersten Weltkriegs, verwandelt worden. Bis in den September 1942 wiederholte die Rote Armee ihre selbstmörderischen Massenangriffe, die mit unzähligen Opfern ohne nennenswerten Geländegewinn endeten. Das Kradschützen-Bataillon „Großdeutschland“ konnte am 21. September die lange unterbrochene Verbindung zur 6. I.D. in Rschew wiederherstellen. In der Stadt selbst kam es zu mehreren sowjetischen Einbrüchen im Nordosten, die im Nahkampf mit Flammenwerfern und Flammenwerfer-Panzern ausgeweitet wurden. Dabei erlitten das I. Btl./IR 18, I. Btl. /IR 37 und PiBtl. 6 extrem hohe Verluste. Die Rote Armee grub ihre Panzer in den Granattrichtern der Stadt ein, die mit Flachschüssen erheblichen Schaden anrichteten, aber weder aus der Luft noch vom Boden aus wirksam bekämpft werden konnten.
Die Kämpfe im Juli und August 1942 waren geprägt von unwegsamem Gelände, extremen Wetterschwankungen und einer für die Wehrmacht prekären Versorgungslage. Die Rote Armee verlor in der verlustreichen Sommerschlacht um Rschew und Sytschowka nach neuesten sowjetischen Angaben 291.172 Mann und 1085 Panzer. Deutsche Quellen ergänzen die Zahlen mit 13.770 Kriegsgefangenen, 45 Geschützen, 101 Pak-Kanonen, 227 Granatwerfern, 781 Maschinengewehren und 870 Flugzeugen.

## Operation Mars (November/Dezember 1942)
In der folgenden Winterschlacht um Rschew (auch Zweite Rschew-Sytschowka-Offensive, 25. November bis 21. Dezember 1942) versuchte die Rote Armee nochmalig unter Beteiligung der Kalinin- und Westfront mit überragender Materialüberlegenheit den operativen Durchbruch zu erzwingen. Die Truppen der deutschen 9. Armee sahen sich dabei auch mit Volkswehrmilizen konfrontiert, die sich aus den Einwohnern der umliegenden Orte rekrutierten und zusammen mit regulären sowjetischen Streitkräften den Druck von drei Seiten auf die 9. Armee aufrechterhielten.
Auch diese Offensive verfehlte sämtliche militärischen Ziele der sowjetischen Heeresführung und hatte große Verluste zur Folge.

## Büffelbewegung: Räumung des Frontbogens (März 1943)

Unternehmen Büffelbewegung März 1943

Bis Ende Januar 1943 war die Wehrmacht im Raum Rschew, Demjansk und Leningrad pausenlosen Angriffen der Sowjetarmee ausgesetzt, die allerdings nicht stark genug waren, um einen unmittelbaren Zusammenbruch befürchten zu lassen. Im Unternehmen Büffelbewegung wurde der Frontbogen von Rschew endgültig zurückgenommen. Hitler erteilte am 6. Februar 1943 der 9. Armee und Teilen der 4. Armee die Erlaubnis, sich in geordneter Weise aus dem Frontvorsprung Rschew zurückzuziehen. 
In einem Zeitraum von vier Wochen errichtete der Generalstab der 9. Armee im Unternehmen Büffelbewegung eine Stellung 300 Kilometer westlich für den Rückzug der Divisionen, definierte die Widerstandslinien für die phasenweise Absetzbewegung und räumte einen ca. 100 Kilometer tiefen Gefechtsraum. Zur Erweiterung des Verkehrsnetzes errichteten Bautrupps 200 Kilometer Straßen für Kraftfahrzeuge sowie 600 Kilometer Straßen für Schlitten und Pferdefahrzeuge. 
Unter Federführung der Wirtschaftsorganisation Ost wurde die wirtschaftliche Ausplünderung und weitgehende Verwüstung des besetzten Frontvorsprungs geplant. Die Zivilbevölkerung wurde in großem Umfang zur Arbeit gezwungen. So mussten in den Wochen vor dem Rückzug rund 120.000 Zivilpersonen rückwärtige Stellungen anlegen. 60.000 Zivilisten wurden verschleppt. 12.789 Eisenbahnwaggons mit Agrarprodukten, Nutztieren und anderen Wirtschaftsgütern wurden ins von Deutschen besetzte Gebiet transportiert, um der vorrückenden Roten Armee einen „leeren“ Raum und „verbrannte Erde“ zu hinterlassen. Mit dem gleichen Ziel wurden Infrastruktur und Ansiedlungen zerstört.
Nach einem umfangreichen Bewegungs- und Marschplan sollten 29 Divisionen (250.000 Soldaten) entweder auf Räderfahrzeugen bei passierbaren Straßen oder bei Schnee auf Schlitten passieren. Nachdem die Planungen des Unternehmens Büffelbewegung vom NKWD enttarnt wurden, teilten Propaganda-Einheiten über Lautsprecher den deutschen Soldaten mit: „Eure Offiziere packen die Koffer. Seht zu, dass ihr mitkommt.“
Das Unternehmen begann am 1. März 1943 bei Tauwetter. Starke Temperaturschwankungen und ein nächtlicher Frosteinbruch verlangsamten die Rückwärtsbewegung. An der Wolga verblieben noch ca. 2/3 der 9. Armee in den ursprünglichen Stellungen und sollten dem Gegner ihre vermeintliche Sollstärke vortäuschen, indem sie beispielsweise MG-Salven aus verschiedenen Feuerstellungen abgaben. Die Rote Armee prüfte dies durch punktuelle Gegenangriffe und erzwang bei Lepeticha an der Wolga einen kleineren Fronteinbruch. Einen Tag nach dem Abzug der Haupttruppen sollten sich die letzten vorgelagerten Einheiten zurückziehen, worauf eine größere sowjetische Offensive erfolgte. Um die Verfolgung nachhaltig zu verzögern, legten deutsche Pioniere in großem Umfang Panzer- und Schützenminen in den unterschiedlichsten Zündarten aus. Hierzu wurden Gelände flächenhaft vermint sowie Ortschaften durch Minen- und Sprengfallen unpassierbar gemacht. Die Sowjets erlitten durch Minenfallen in Rschew beträchtliche Verluste.
Innerhalb von 21 Tagen setzten sich die 9. Armee und Teile der 4. Armee 160 Kilometer hinter der vordersten Front ab und bezogen eine neue, nur noch 220 Kilometer breite Linie. Die Einsparung von 330 Kilometern zur Verteidigung wurde als entscheidende operative Maßnahme zum Erhalt der Front für die Heeresgruppe Mitte gesehen. Der Roten Armee gelangen zum Zeitpunkt des organisierten deutschen Rückzugs keine weiteren nennenswerten Einbrüche, Flankenstöße oder Verfolgungen mehr. Hitler überwachte von seinem Hauptquartier in Winniza aus per Telefon das Minenkommando, welches am 3. März 1943 die große Wolgabrücke bei Rschew sprengte und den sowjetischen Vormarsch damit weiter verlangsamte. Erst Stunden nach der Sprengung nahmen sowjetische Spähtrupps Verbindung mit den vorgelagerten Einheiten jenseits der Wolga auf. Die 9. Armee erreichte planmäßig die stark ausgebaute und mit Minen und Drahthindernissen gesicherte „Büffelstellung“ auf Höhe Spas-Demensk – Dorogobusch – Duchowschtschina noch vor dem Beginn der Schlammperiode (Rasputiza) im Frühjahr. Somit wurde die im Winter 1942/43 entstandene Krise der Heeresgruppe Mitte entschärft, und die Voraussetzungen für die Schlacht bei Kursk waren gegeben.

## Folgen für die Zivilbevölkerung

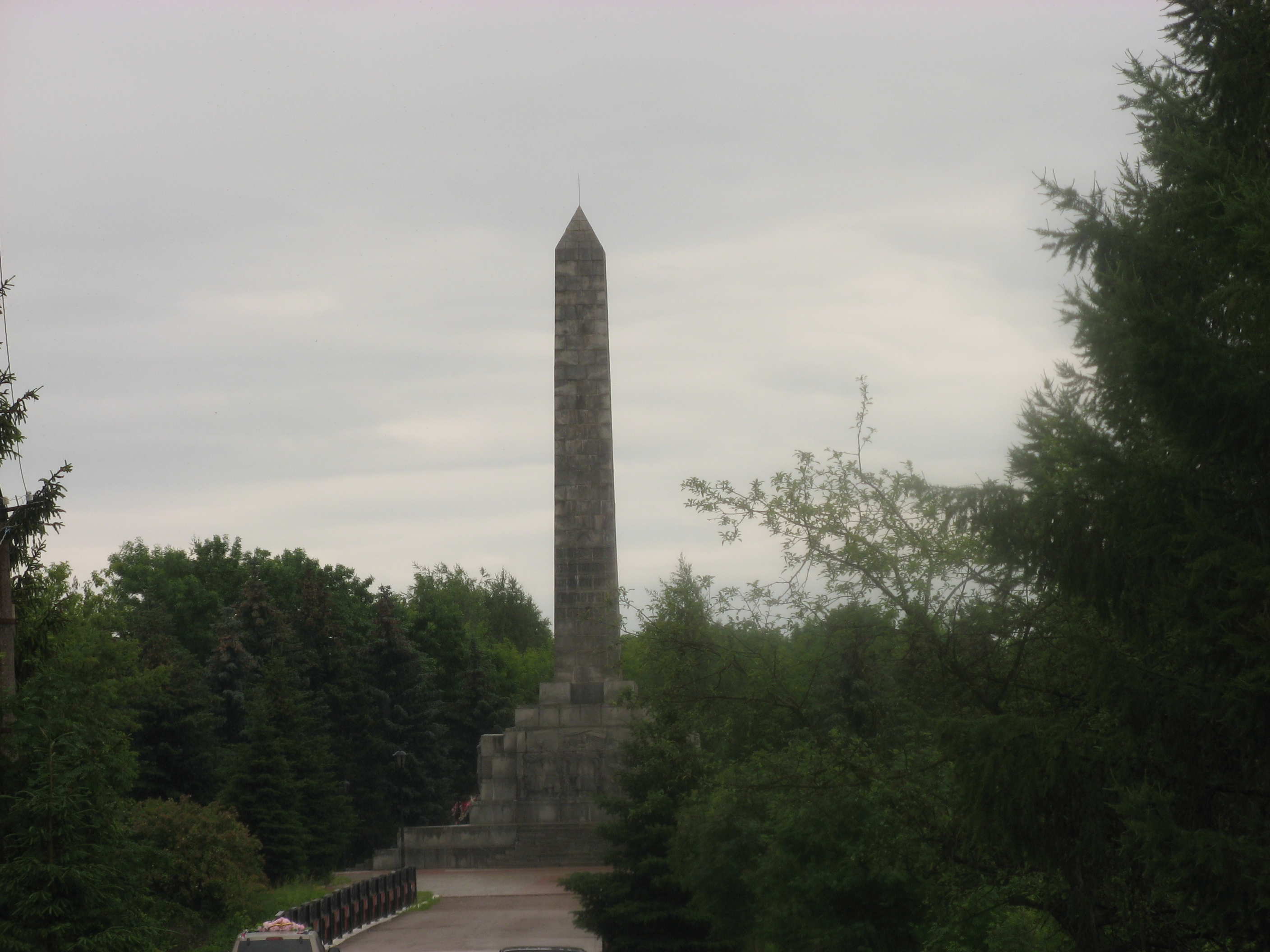
Denkmal für die sowjetischen Gefallenen in Rschew

Die Zivilbevölkerung der Stadt Rschew musste besonders leiden.

„Dort haben sie meine Mutter umgebracht. Sie haben sie vergewaltigt, ihr dann die Zähne ausgeschlagen, die Hände gebrochen und sie mit vier Bajonettstichen getötet. Es war ein Übergriff, die Deutschen selbst haben die Mörder hingerichtet. Ich hatte Glück, eine Tante rettete mich.“

Von 56.000 Einwohnern wohnten nach der Befreiung durch die Rote Armee noch 150 Menschen in der Stadt, im Umfeld der Stadt wohnten weitere 200. Viele der Einwohner wurden als Arbeitskräfte von den Deutschen deportiert.
Des Weiteren existierte in der Stadt ein Konzentrationslager. Es wird davon ausgegangen, dass in zwei gefundenen Massengräbern etwa 70.000 Menschen verscharrt wurden. Der Stadtkommandant von Rschew in den Jahren 1941 und 1942, Carl Becker, wurde 1945 von einem Militärgericht in einem Kriegsverbrecherprozess in Kalinin zu einer Haftstrafe von 25 Jahren verurteilt.

## Verluste
Verluste der Roten Armee

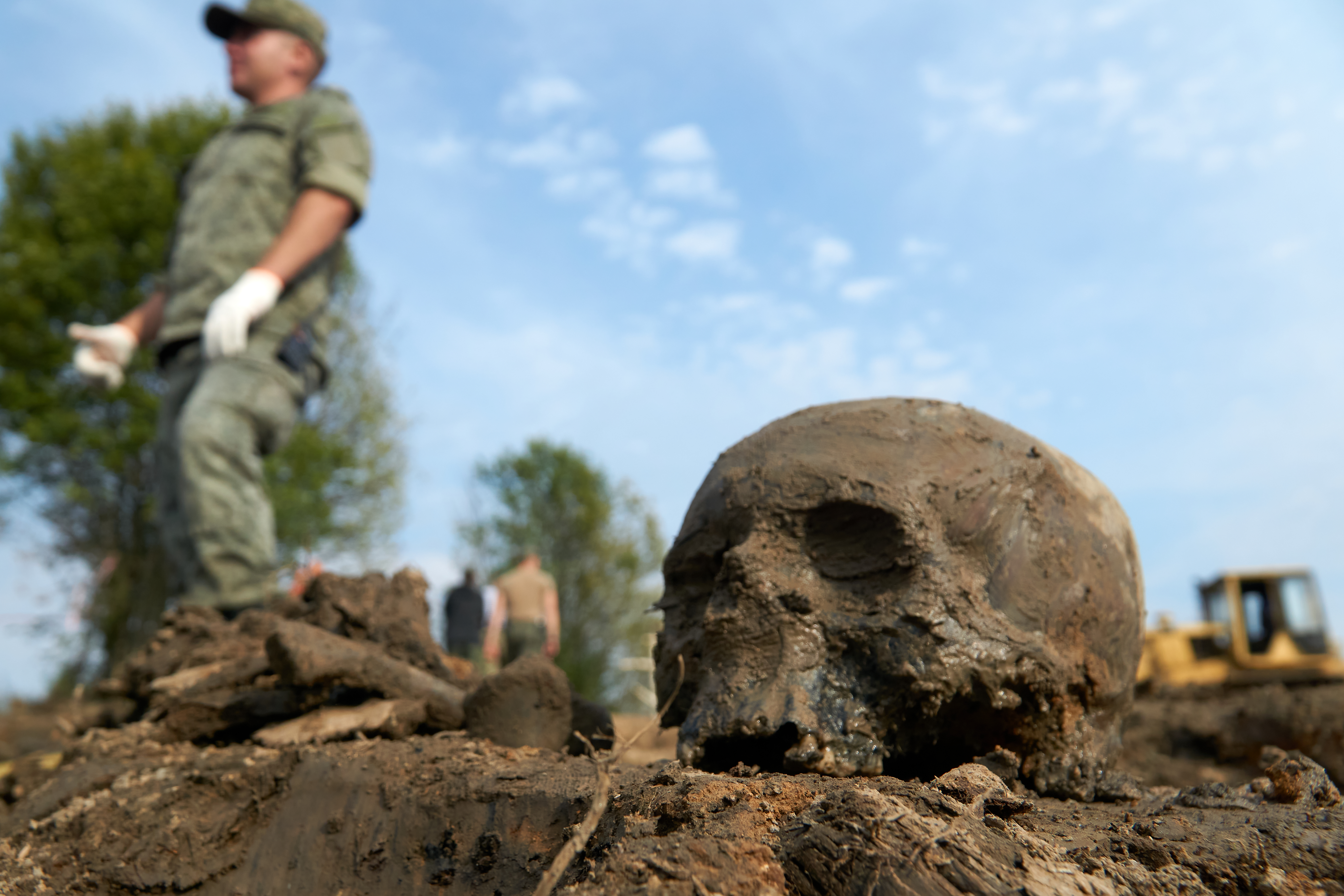
2020 geborgene Knochen eines getöteten Soldaten der Roten Armee

Alexej W. Isajew geht von 392.554 Toten und 768.233 Verwundeten aus. Swetlana Alexandrowna Gerassimowa schätzt die Anzahl Gefallener auf 1.325.823. Die hohen Verlustraten beruhen vermutlich darauf, dass die Sowjetarmee organisatorische Fehlplanung, mangelhafte Truppenführung und den geringen Einsatz von Technik mit einem überproportional großen Einsatz von Menschen kompensieren wollte. Dabei befahlen Offiziere der Roten Armee ihren ungeschützten Soldaten wiederholt Sturmangriffe an denselben Punkten der deutschen Verteidigungslinie, was in einem militärischen Fiasko endete. Von den 1.000 Angehörigen des 618. Schützen-Regimentes überlebten nur zwei die Schlacht, bei der 29. und 39. Armee kam es zu einem Totalverlust. Bereits in den ersten drei Januarwochen des Jahres 1942 starben 80.000 sowjetische Soldaten während der Kampfhandlungen, oft 80 % der Infanteristen bei einem Sturmangriff. Die 20. Armee verlor innerhalb kürzester Zeit 58.000 Mann. In der Absprungzone der 8. Luftlande-Brigade der Westfront kamen bei der schlecht geplanten Operation mehr als die Hälfte der ungenügend vorbereiteten Fallschirmjäger ums Leben. Noch heute werden jährlich die Gebeine von ca. 1000 Gefallenen geborgen, an einigen Stellen sogar in „sieben Schichten übereinander“.
Verluste der Wehrmacht
Die Verluste der Wehrmacht belaufen sich, nach deutschen Angaben, auf 162.713 Tote, 469.747 Verwundete und 35.650 Vermisste.
Michail Jurjewitsch Mjagkow geht von 330.000 Toten und mehr als 450.000 Verwundeten aus.

## Fazit
Stalins Doktrin, dem Feind „keine Atempause mehr zu geben“, stand Hitlers starrer Haltebefehl entgegen, Rschew sei eine uneinnehmbare Linie des Führers. Generalstabschef Franz Halder notierte am 2. September 1942 als Antwort Hitlers auf die Meldung von Kluge, bei der 9. Armee herrsche „Ungeheurer Kräftverschleiß“:

„Problem äußerster Zähigkeit! Feind wird seine Kraft rascher verbrauchen als wir. […] Solange Feind beim Anrennen Verluste hat, muß man ihn anrennen lassen. – Einer muß zusammenbrechen; wir nicht.“

Rudolf-Christoph von Gersdorff, der die Kämpfe teilweise in vorderster Linie selbst miterlebt hat, bewertet dieses von Hitler angeordnete „Ausbluten der deutschen Verteidigung“, bei dem von der gesamten Heeresgruppenfront herausgelöste Kräfte aus Transportzügen heraus in den Kampf geworfen wurden, als schweren militärischen Fehler.
Da es der Roten Armee trotz großem Kräfteeinsatz nicht gelang, den Frontbogen von Rschew zu liquidieren, wurde die Schlacht von der Stawka zu einem Ereignis lokaler Bedeutung heruntergespielt. Ursprünglich war die sowjetische Angriffsoperation nur für wenige Tage vorgesehen, weitete sich jedoch im Lauf des Jahres 1942 zu einem kostspieligen Stellungskampf auf einer breiten Frontlinie aus, welcher von Moskau ungeduldig mit der Formulierung kommentiert wurde, die Liquidierung der gegnerischen Gruppierungen ziehe sich unzulässig lange hin.
Erst der Durchbruch der sowjetischen Kavallerie auf einer Straße westlich von Wjasma sorgte für einen Teilerfolg, indem die deutschen Nachschublinien empfindlich gestört wurden. Außerdem konnten im Sommer 1942 einige deutsche Brückenköpfe am linken Wolgaufer ausgeschaltet werden.

„Es ist das erste Mal, daß in diesem Kriege von mir der Befehl zum Zurücknehmen eines größeren Frontabschnittes gegeben wird.“

Im Februar gelang es der Wehrmacht, die 29. und 33. Armee einzukesseln, während im Verlauf der Operation Mars 1,9 Millionen Soldaten der Sowjetunion Zangenangriffe auf die 9. Armee durchführten. Weitere Versuche der Wehrmacht, durch den Einsatz der Division „Großdeutschland“ im Spätsommer 1942 Vorstöße in Richtung Moskau voranzutreiben, misslangen. Das Ziel der Roten Armee, die Heeresgruppe Mitte bei Rschew zu zerschlagen, wurde zwar nicht erreicht, die 9. Armee zog sich im Frühjahr 1943 im Zuge des Unternehmens Büffelbewegung planmäßig in ihre rückwärtigen Stellungen zurück; Rschew wurde am 3. März 1943 von Truppen der sowjetischen Westfront eingenommen und befreit.

## Nachwirkungen

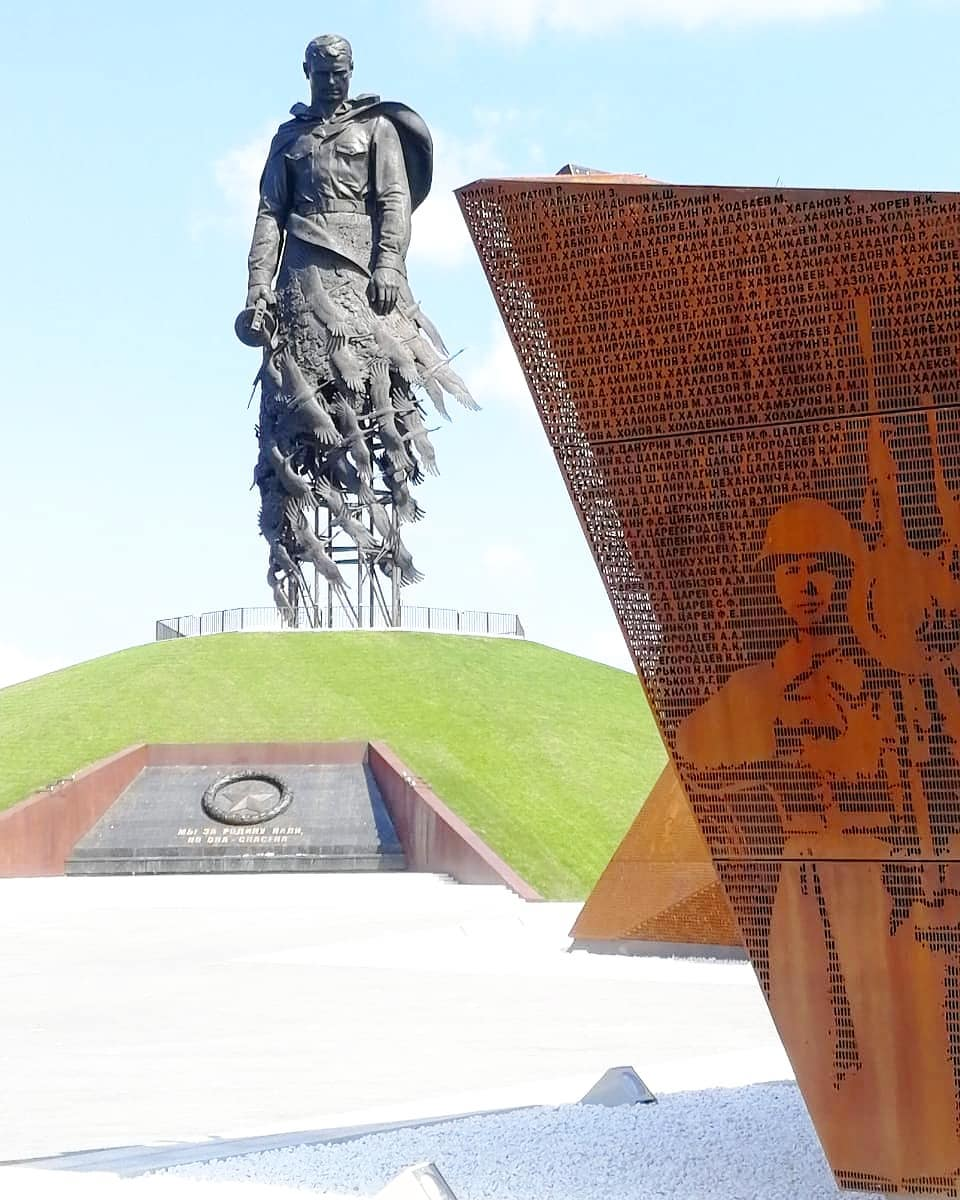
2020 gebautes Denkmal

Von 1997 bis zum Angriff Russlands auf die Ukraine 2022 fanden in Rschew deutsch-russische Jugendlager auf der deutschen und russischen Kriegsgräberstätte Rshew unter dem Motto „Versöhnung über den Gräbern“ statt. Im Park des Friedens, der 2002 erbaut wurde, wurden sowohl sowjetische als auch deutsche Gefallene bestattet. Zudem fand ab 2014 jährlich der internationale Schüleraustausch „Erinnern, Gedenken, Versöhnen“ statt, der 2016 durch einen Besuch Wladimir Putins eine besondere Aufmerksamkeit erhielt.
2020 wurde ein Denkmal errichtet; auf einem kegelförmigen flachen Hügel steht die etwa 25 Meter hohe Metallskulptur eines sowjetischen Soldaten. Sein Oberkörper ist realistisch dargestellt. Nach unten hin löst sich der Körper in einen Schwarm von Kranichen auf; die Kraniche stehen symbolisch für die Gefallenen (→ Die Kraniche ziehen, Film von 1957).

## Dokumentationen
- Russische TV-Dokumentation Rschew: Die unbekannte Schlacht des Georgi Schukow (2009)